# George Kobajaši
George Kobajaši (* 29. listopad 1947) je bývalý japonský fotbalista.

## Klubová kariéra
Hrával za Yanmar Diesel.

## Reprezentační kariéra
George Kobajaši odehrál za japonský národní tým v roce 1972 celkem 3 reprezentační utkání.

## Statistiky
| Japonsko | Japonsko | Japonsko |
| Roky     | Záp.     | Góly     |
| -------- | -------- | -------- |
| 1972     | 3        | 0        |
| Celkem   | 3        | 0        |